# Andrea Guasch Selva
Andrea Guasch Selva (Barcelona, 20 de desembre de 1990) és una actriu, cantant i ballarina catalana, que ha treballat en les sèries Acusados, Sin tetas no hay paraíso i Punta Escarlata, a banda de Cambio de Clase (com a Valentina) i La Gira (com a Sara Cuervo), sèries de Disney Channel.
Ha treballat en musicals com Peter Pan, Hoy no me puedo levantar o la versió teatral de La Llamada, de Javier Ambrossi i Javier Calvo (los Javis), amb els que ha treballat durant anys.
Al musical La llamada va conèixer a Rubén Tajuelo 'Rosco', amb qui es va casar el 2019 i després van repetir enllaç dues vegades el 2022. El 2019 van formar una banda musical anomenada Hotel Flamingo, un projecte amb què volen recuperar l'essència dels anys 70 i 80.